# Carl Bahlsen
Carl Bahlsen (* 1819; † 1879, auch Karl Bahlsen) war ein deutscher Tuchhändler und Königlich Preußischer Hoflieferant für Herrenbekleidung und Militäreffekten. Er war der Vater von Hermann Bahlsen, dem Begründer des Lebensmittelunternehmens Bahlsen.

## Leben

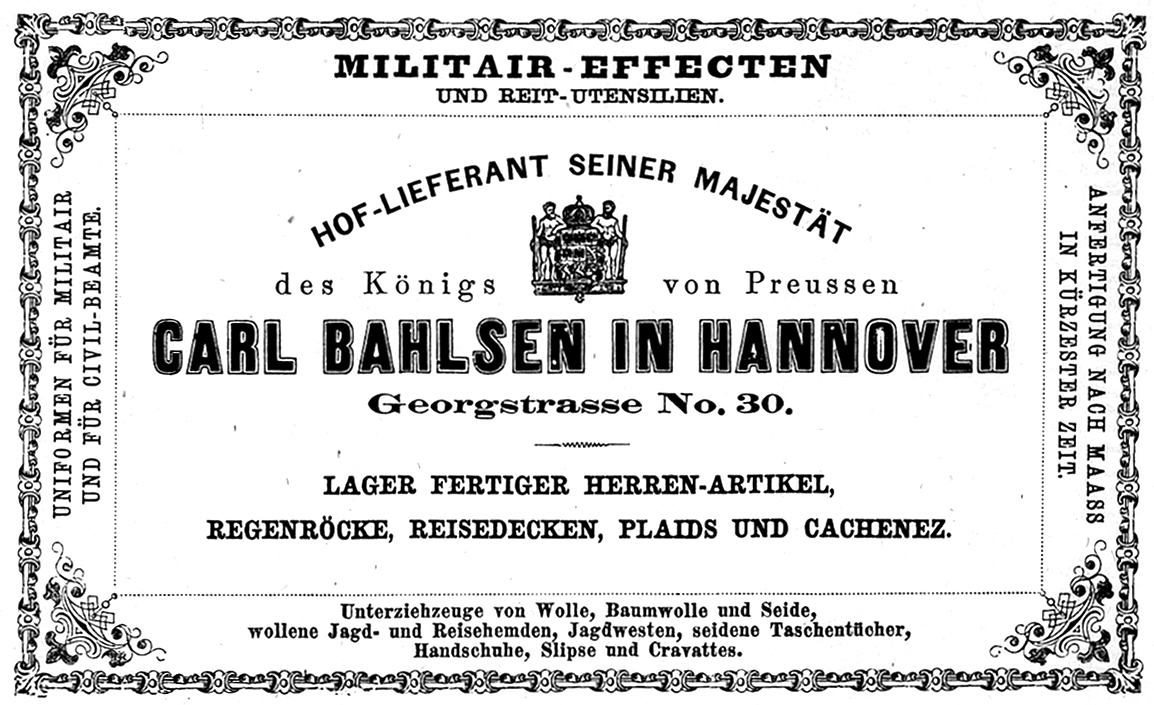
Geschäftsanzeige von Carl Bahlsen, 1873

Carl Bahlsen wurde 1819 geboren, seine Vorfahren waren um 1769 von Lebenstedt nach Hannover gezogen und hatten dort als Goldschmiede, Tuchhändler und Kaufleute gearbeitet. Bis 1829 besaß die Familie in der Schmiedestraße ein Haus, nur zwei Häuser vom historischen Leibnizhaus entfernt.
1854 heiratete Carl Bahlsen Marie Wendland (1829–1904). Sie war die Tochter von Heinrich Ludolph Wendland, dem Hofgarteninspektor des Königs von Hannover. Aus der Ehe gingen drei Kinder hervor; neben Theodor und Elisabeth auch Hermann Bahlsen, der Begründer der Hannoverschen Cakesfabrik H. Bahlsen.
Carl Bahlsen übernahm von seinem Vater ein Modemagazin für Herrenbekleidung. 1860 befand es sich in der Calenbergerstr. 32.

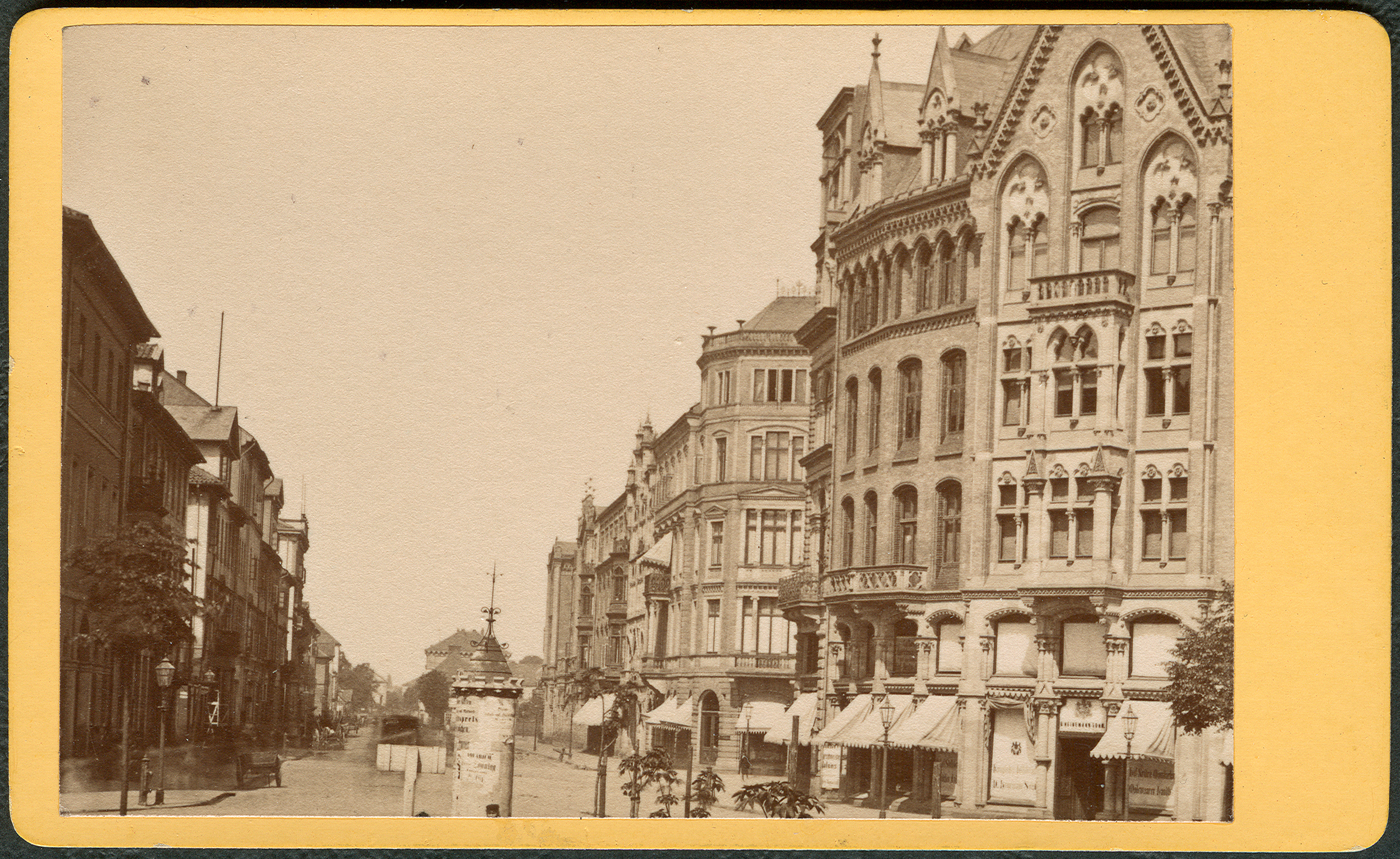
Blick in die Georgstraße, im Mittelgrund rechts an der Straßeneinmündung das Haus Bahlsen, 1877

1863 ließ sich Carl Bahlsen von dem Architekten Heinrich Köhler auf dem Gelände des alten Packhofes in der Georgstraße 30 (nach 1945 Hausnummer 29) das Haus Bahlsen errichten; in diesem ersten in Hannover im Stil der Neorenaissance errichteten Gebäude verbrachte der Philosoph Theodor Lessing seine Jugend.
1868, zwei Jahre nachdem Hannover preußisch wurde, bekam Carl Bahlsen vom Königs von Preußen, Wilhelms I., das Prädikat eines Hoflieferanten verliehen.